# Hugo Bruckmann

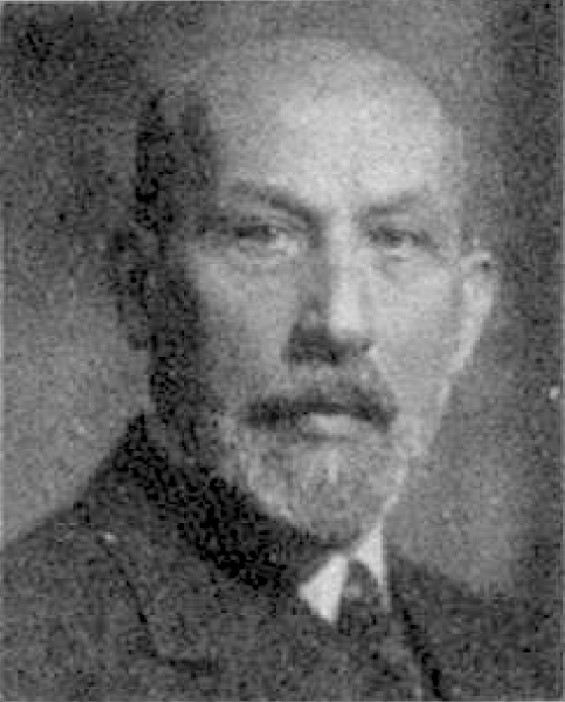
Hugo Bruckmann

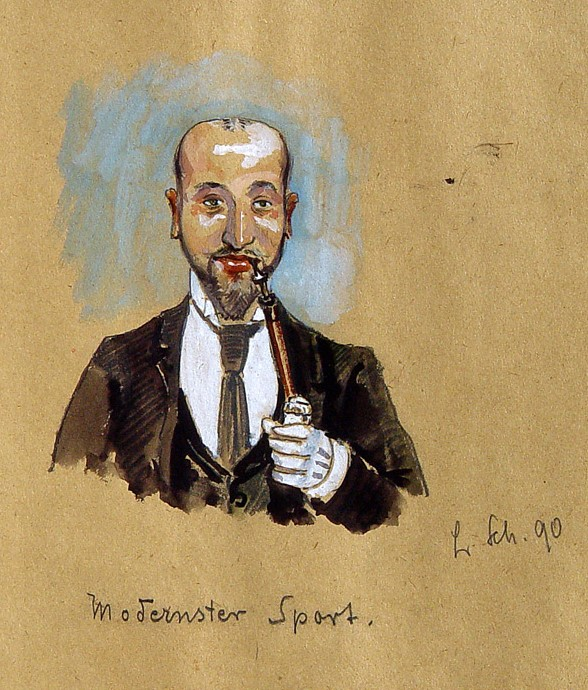
Hugo Bruckmann mit Pfeife. Karikatur von Ludwig Scheuermann (1890)

Hugo Bruckmann (* 13. Oktober 1863 in München; † 3. September 1941 ebenda) war ein deutscher Verleger des Bruckmann Verlags und langjähriger Unterstützer von Adolf Hitler.

## Leben
Hugo Bruckmann war der jüngste Sohn des Verlegers Friedrich Bruckmann und dessen Ehefrau Julie Weyler, er war katholisch getauft. In München besuchte er das Gymnasium und die Handelsschule.
1881 trat er in den väterlichen Verlag F. Bruckmann KAG ein, der bereits seit 1875 von seinem älteren Bruder Alphons (1855–1945) geleitet wurde.
1896 gewann er den antisemitischen Autor Houston Stewart Chamberlain für den Verlag, der dort insgesamt 34 Publikationen veröffentlichte. 1897 gründete er in Paris gemeinsam mit Julius Meier-Graefe die Zeitschrift Dekorative Kunst. Ihr redaktioneller Sitz war an der Rue Pergolése 37. Nach einem Jahr wagten sie, eine Ausgabe in französischer Sprache zu publizieren. Diese erschien erstmals im Oktober 1899 unter dem Titel L’Art Décoratif. Die darin enthaltenen Abbildungen von fast allen wesentlichen Arbeiten des belgischen Architekten Henry van de Velde machte diesen international bekannt.
Nach dem Tod des Vaters im März 1898 übernahmen Alphons und Hugo gemeinsam die Verlagsleitung, 1892 gründete Alphons eine eigene Druckerei, seinen Platz in der Geschäftsführung übernahm Fritz Schwartz (1856–1914). Schwartz und Bruckmann verstanden sich nicht, 1908 schied Bruckmann aus der Geschäftsleitung aus, verließ 1917 den Aufsichtsrat und gründete im selben Jahr einen eigenen, allerdings wenig erfolgreichen Hugo Bruckmann Verlag.
Hugo Bruckmann heiratete 1898 Elsa Prinzessin Cantacuzène. Schnell spielte das Paar eine wichtige Rolle im geistigen und kulturellen Leben Münchens, insbesondere durch Elsas Salon. Seit den Anfängen in den frühen 1920er Jahren gehörte das Ehepaar der nationalsozialistischen Bewegung an. Sie gehörten zu den einflussreichsten Förderern Adolf Hitlers, sowohl finanziell als auch strategisch. Unter anderem halfen sie mit, ihn in der gehobenen Gesellschaft Münchens salonfähig zu machen.
Beide waren ab 1928 öffentliche Förderer der Nationalsozialistischen Gesellschaft für deutsche Kultur. Seit dem Jahr 1930 gehörte Hugo Bruckmann dem Vorstand des von Alfred Rosenberg gegründeten Kampfbundes für deutsche Kultur an. Von 1932 bis zu seinem Tod war Bruckmann als Abgeordneter der NSDAP Reichstagsmitglied. Die Aufnahme in die NSDAP beantragten sie allerdings aus strategischen Gründen erst am 1. Juli 1932. Auf Hitlers Wunsch wurden sie rückwirkend zum 1. April 1925 aufgenommen und galten damit als Alte Kämpfer (Mitgliedsnummer 91 bzw. 92 für seine Frau).
1933 kehrte Bruckmann in die Unternehmensleitung des Bruckmann Verlags zurück und richtete ihn in der Folge stark auf die Ideen des Nationalsozialismus aus, u. a. mit Publikationen wie Wehrpflicht des Geistes (1935), Oberdonau, die Heimat des Führers (1940) und Die Wehrtechnik bei Albrecht Dürer (1943). Trotz des nationalsozialistischen Programms und Hugo Bruckmanns hervorragenden Kontakten konnte der Bruckmann Verlag allerdings seinem größten Konkurrenten, dem Verlag Franz Eher Nachf. nicht den Rang als bevorzugter NS-Verlag ablaufen. Daran konnte auch der 1934 abgeschlossene Lobby-Vertrag mit Hans Hinkel nichts ändern, der Bruckmann wiederholt über geplante „Arisierungen“ von Verlagen informierte. Bruckmann war mehrmals an einer Übernahme interessiert, es kam jedoch nie dazu.
Nach dem Rücktritt Oskar von Millers wurde Bruckmann 1933 in den Vorstand des Deutschen Museums berufen. Seine Ernennung sollte die politische Einmischung in die Belange des Deutschen Museums reduzieren, was ihm durch seinen Einfluss auf Hitler teilweise auch gelang. Er widersetzte sich erfolgreich der Forderung, jüdische Bücher aus der Bibliothek zu verbannen, und durch seine geringe Erfahrung auf den Gebieten der Naturwissenschaft und Technik musste die konservative Museumsführung auch keine Einmischung in Sachfragen befürchten.
1934, nach dem Tod des Reichspräsidenten Paul von Hindenburg gehörte Bruckmann zu den Unterzeichnern des Aufrufs der Kulturschaffenden zur „Volksabstimmung über das Staatsoberhaupt des Deutschen Reichs“. 1937 konnte er sich erfolgreich für Henri Nannen einsetzen, der wegen Widerstands gegen die Staatsgewalt von der Universität relegiert worden war und ein Arbeitsverbot erhalten hatte. Als die F. Bruckmann AG 1937 in eine Kommanditgesellschaft umgewandelt wurde, wurden Hugos Neffe Alfred Bruckmann (1892–1964) und der Rechtsanwalt Albert von Miller (1895–1959) zu Komplementären.
Nach dem Beginn des Zweiten Weltkriegs konnte Bruckmann durch sein persönliches Netzwerk die Einstufung seines Verlages als „kriegswichtig“ erreichen.
Hugo Bruckmann starb am 3. September 1941 in München. Auf Veranlassung Hitlers erhielt er im Ehrenhof des Deutschen Museums ein Staatsbegräbnis. Den Verlag übernahm Alfred Bruckmann.

## Auszeichnungen
- vor 1938: Groß-Offizier des Ordens der Krone von Italien
- Mitglied des Kleinen Rats der Deutschen Akademie[1]